# Demokratische Partei (Mongolei)
Die Demokratische Partei (DP; mongolisch Ардчилсан нам, Ardtschilsan Nam) ist eine politische Partei in der Mongolei. Ihre Ziele sind die weitere Umwandlung der Mongolei in eine liberal-demokratische und nationalistische Gesellschaft, und die Bekämpfung der Korruption.

## Entstehung
Die Demokratische Partei entstand 2000 aus einer Vereinigung der ultrarechten National-Demokratischen Partei (MNDP; Монголын Yндэсний Ардчилсан Нам, МYАН, mongolyn undesnii ardtschilsan nam) und der Mongolischen Sozialdemokratischen Partei (MSDP; Монголын Социал Демократ нам, mongolyn sotsial demokrat nam). Die MNDP war ihrerseits 1990 aus einer Vereinigung von mehreren anderen Parteien entstanden, von denen die meisten direkt auf die demokratische Revolution des gleichen Jahres zurückgingen.

## Personen
Am 1. April 2006 wählte die Partei-Versammlung Tsachiagiin Elbegdordsch als Parteivorsitzenden. Vier Kandidaten stellten sich zur Wahl, wobei im Elbegdordsch im 1. Wahlgang 46 % und Erdeniin Bat-Uul 40 % der Stimmen erhielten; zwei weitere Kandidaten teilten sich die restlichen Stimmen. Da keiner der Kandidaten die absolute Mehrheit erreicht hatte, war ein 2. Wahlgang nötig, in dem Tsachiagiin Elbegdordsch 57,2 % der Stimmen errang.
Am 30. August 2008 wählte das Nationale Beratungs-Komitee der Demokratischen Partei Norovyn Altankhuyag zum neuen Parteivorsitzenden.
Am 30. Januar 2017 setzte sich bei einer Mitgliederwahl S. Erdene als Vorsitzender der Demokratischen Partei gegen seinen stärksten Rivalen und früheren Premierminister N. Altankhuya sowie den früheren Industrie-Minister D. Erdenebat, den früheren Bildungs-Minister L. Gantumur und Parlamentsmitglied J. Batzandan durch. Dabei errang S. Erdene 12 von 30 Wahlbezirken, N. Altankhuya 10.

## Spaltung der Partei 2021
Nach der Niederlage bei der Parlamentswahl im Juni 2020 musste S. Erdene gemäß der Parteisatzung zurücktreten. Ts. Tuvaan, vorher Stellvertreter, übernahm die kommissarische Führung der Partei. S. Erdene beanspruchte nach kurzer Zeit erneut öffentlich die Führung der Partei für sich. Das Oberste Gericht der Mongolei entschied nach dem Parteitag vom 18. und 19. Dezember 2020, weder Erdene als Vorsitzenden der Partei zu registrieren noch Tuvaans kommissarischen Parteivorsitz sowie die auf dem digitalen Parteitag beschlossene Satzung zu bestätigen. Am 28. März wurden die knapp 200.000 DP-Mitglieder zur Abstimmung über ihren jeweiligen Parteivorsitz aufgerufen. Seitdem gibt es zwei gewählte Parteivorsitzende der DP: den 42-jährigen M. Tulgat in Erdenes Lager und den neugewählten Abgeordneten aus Uws, Ts. Tsogtgerel. Beide Gruppierungen der DP gaben jeweils einen eigenen Kandidaten für die bevorstehenden Präsidentschaftswahlen an, N. Altankhuyag für die Parteigruppe Tsogtrerels und S. Erdene für seine eigene Parteigruppe, wobei nur S. Erdene von der Wahlleitung als offizieller Präsidentschaftskandidat der DP akzeptiert wurde. Daraufhin traten die Parlamentsabgeordneten der DP in einen Hungerstreik.

## Wahlresultate
Die beiden Gründungsparteien hielten von 1996 bis 2000 50 der 76 Sitze des Parlaments und bildeten in dieser Zeit eine Koalitionsregierung. Bei der Parlamentswahl am 27. Juni und 17. Juli 2004 trat die DP als Teil der Mutterland Demokratie-Allianz (Эх орон - Ардчилсан Эвсэл, Ech oron - Ardtschilsan Ewsel) an. Die Allianz erhielt als zweitgrößte politische Kraft des Landes 44,7 % der Stimmen und 34 der 76 Sitze. Parteichef Tsachiagiin Elbegdordsch wurde danach Premierminister in einer großen Koalition mit der MRVP, musste aber im Zuge der von der MRVP ausgelösten Regierungsumbildung im Januar 2006 wieder zurücktreten.
In den Präsidentschaftswahlen am 20. Mai 2005 erhielt der DP-Kandidat Mendsaichaniin Enchsaichan nur 19,7 % der Stimmen.
Bei der Parlamentswahl am 29. Juni 2008 unterlag die Demokratische Partei der regierenden MRVP. Der DP-Vorsitzende Elbegdordsch erklärte nach Bekanntwerden der Niederlage, es habe Unregelmäßigkeiten gegeben und seine Partei werde das Ergebnis nicht anerkennen. Es kam auch zu gewaltsamen Ausschreitungen.
Bei der Präsidentschaftswahl am 24. Mai 2009 konnte sich Elbegdordsch mit 51,24 % der Stimmen gegen den Amtsinhaber Nambaryn Enchbajar durchsetzen und wurde am 12. Juni 2009 als Staatspräsident vereidigt.
Bei der Parlamentswahl 2012 ging die Demokratische Partei als Sieger hervor und bildete mit der Koalition der Gerechtigkeit und der Grünen Partei des Bürgerwillens eine Regierungskoalition. 2016 erlitt sie leichte Stimmenverluste und konnte die Regierungskoalition nicht fortführen.
Die Parlamentswahl 2016 brachten der DP erhebliche Verluste, da zuvor das Wahlrecht geändert und die Verhältnis- durch eine Variante der Mehrheitswahl ersetzt worden war. Die DP konnte zwar 33,14 % der Stimmen, aber nur 9 von 76 Parlamentssitzen erringen (Sieger Mongolische Volkspartei MVP: 45,12 %, 65 Sitze).
Für die Parlamentswahl 2020 wurde das Wahlrecht erneut geändert. Das wirkte sich auf den Erfolg der DP so aus, dass sie mit weniger Stimmen (24,5 %) wieder mehr Sitze (11 von 76) erringen konnte (Sieger Mongolische Volkspartei MVP: 44,8 %, 62 Sitze).
2017/2018 gewann die Demokratische Partei die Präsidentschaftswahl und ihr Spitzenkandidat Chaltmaagiin Battulga wurde Präsident der Mongolei. Obwohl die DP nicht mehr die Parlamentsmehrheit besaß, galt Battulga 2018 als der beliebteste Politiker der Mongolei.
Bei der Parlamentswahl 2024 gewann die Demokratische Partei deutlich hinzu. Sie gewann 42 der 126 Sitze und 33,3 %.

## Liste der Parteivorsitzenden
- Mendsaikhany Enkhsaikhan 2002–2005
- Radnaasümbereliin Gonchigdorj 2005–2006
- Tsachiagiin Elbegdordsch 2006–2008
- Norovyn Altankhuyag 2008–2014
- Zandaakhuugiin Enkhbold 2014–2016
- Erdene Sodnomzundui 2016–Gegenwart